# Guerra veneziano-albanese
La guerra veneziano-albanese del 1447-1448 fu condotta tra le forze veneziane e ottomane contro quelle albanesi sotto Giorgio Castriota Scanderbeg. La guerra fu il risultato di una disputa tra la Repubblica di Venezia e la famiglia Dukagjini per il possesso della fortezza di Dagno. Scanderbeg, allora alleato della famiglia Dukagjini, si mosse contro diverse città controllate dai veneziani lungo la costa albanese, al fine di fare pressione sui veneziani affinché restituissero Dagno. In risposta, la Repubblica inviò una forza locale per alleviare l'assedio della fortezza di Dagno ed esortò l'Impero ottomano per l'invio di un corpo di spedizione in Albania. A quel tempo gli ottomani stavano già assediando la fortezza di Svetigrad, aggravando gli sforzi di Scanderbeg.
Tuttavia, la Lega di Alessio sconfisse sia le forze veneziane che la spedizione ottomana. La Lega vinse contro le forze veneziane il 23 luglio 1448 alle porte di Scutari, e contro quelle ottomane tre settimane dopo, il 14 agosto 1448, nella battaglia di Oranik. La Repubblica rimase, in seguito, con pochi soldati a difendere l'Albania Veneta. Di conseguenza, la Lega firmò presto la pace con la Repubblica di Venezia, pur continuando la guerra contro l'Impero ottomano. Dopo la guerra albanese-veneziana del 1447-1448, Venezia non sfidò più seriamente Scanderbeg o la Lega, consentendo al condottiero albanese di concentrare le sue campagne contro l'Impero ottomano.

## Sfondo
Nel 1444 Scanderbeg riuscì a unire i maggiori principi albanesi sotto la sua guida nella Lega di Alessio, dove fu creata una confederazione di tutti i Principati albanesi. La pressione all'interno dell'alleanza si fece sentire, quando Nicolas Dukagjini, un membro della famiglia Dukagjini, una potente famiglia nel nord dell'Albania, tese un'imboscata e uccise Lekë Zaharia Altisferi, principe di Dagno e anche membro della Lega. Poiché Zaharia non aveva figli, organizzò l'uccisione per ottenere più facilmente Dagno. L'anno in cui Zaharia fu ucciso non è documentato. Un documento veneziano datato 4 gennaio 1445 cita Zaharia come l'ex signore della fortezza Dagno che fu data a Boxia, la madre di Zaharia. Il cronista veneziano Stefano Magno afferma che Zaharia fu ucciso vicino all'avvento dell'anno 1445.
I due principi erano in conflitto su chi dovesse sposare Irene Dushmani, l'unica figlia di Lekë Dushmani, principe di Zadrima. Nel 1445, i principi albanesi erano stati invitati al matrimonio della sorella minore di Scanderbeg, Mamica, che avrebbe sposato Muzaka Thopia. Irene entrò nel matrimonio e iniziarono le ostilità. Dukagjini chiese a Irene di sposarlo, ma Zaharia, ubriaco vedendo ciò aggredì Dukagjini. Alcuni principi tentarono di fermare la lotta, ma ciò provocò il coinvolgimento di più persone fino a quando non fu ristabilita la pace tra i contendenti. Nessuno dei due antagonisti subì danni fisici, ma Dukagjini fu moralmente umiliato.
La morte di Zaharia lasciò il suo principato senza successori. Di conseguenza, sua madre cedette la fortezza all'Albania Veneta, un tratto di possedimenti della Repubblica di Venezia. Scanderbeg esortò i legati veneziani a restituire Dagno (insieme a Sati, Gladri e Dushmani che erano stati presi da Venezia) alla Lega poiché controllava un'importante rotta commerciale, ma Venezia rifiutò e, di conseguenza Scanderbeg si preparò alla guerra contro la Repubblica.
La Lega mandò presto inviati ai suoi vicini, Stefan I Crnojević e Đurađ Branković. Branković, un signore del Despotato serbo, che era anche in disputa con Venezia per il Principato di Zeta, espresse la sua volontà di aiutare Scanderbeg contro la Repubblica ma non contro l'Impero ottomano. I veneziani inviarono un ambasciatore a Scanderbeg offrendogli 1 000 ducati per mettere da parte tutte le pretese su Dagno, in cambio del quale gli albanesi avrebbero protetto il paese e mantenuto le strade libere dalla violenza. Scanderbeg, tuttavia, rifiutò di accettare l'offerta e le ostilità continuarono. Accanto alla famiglia Spani, la famiglia Dushmani era contraria alla guerra con Venezia e non vi partecipò.

## Campagne iniziali

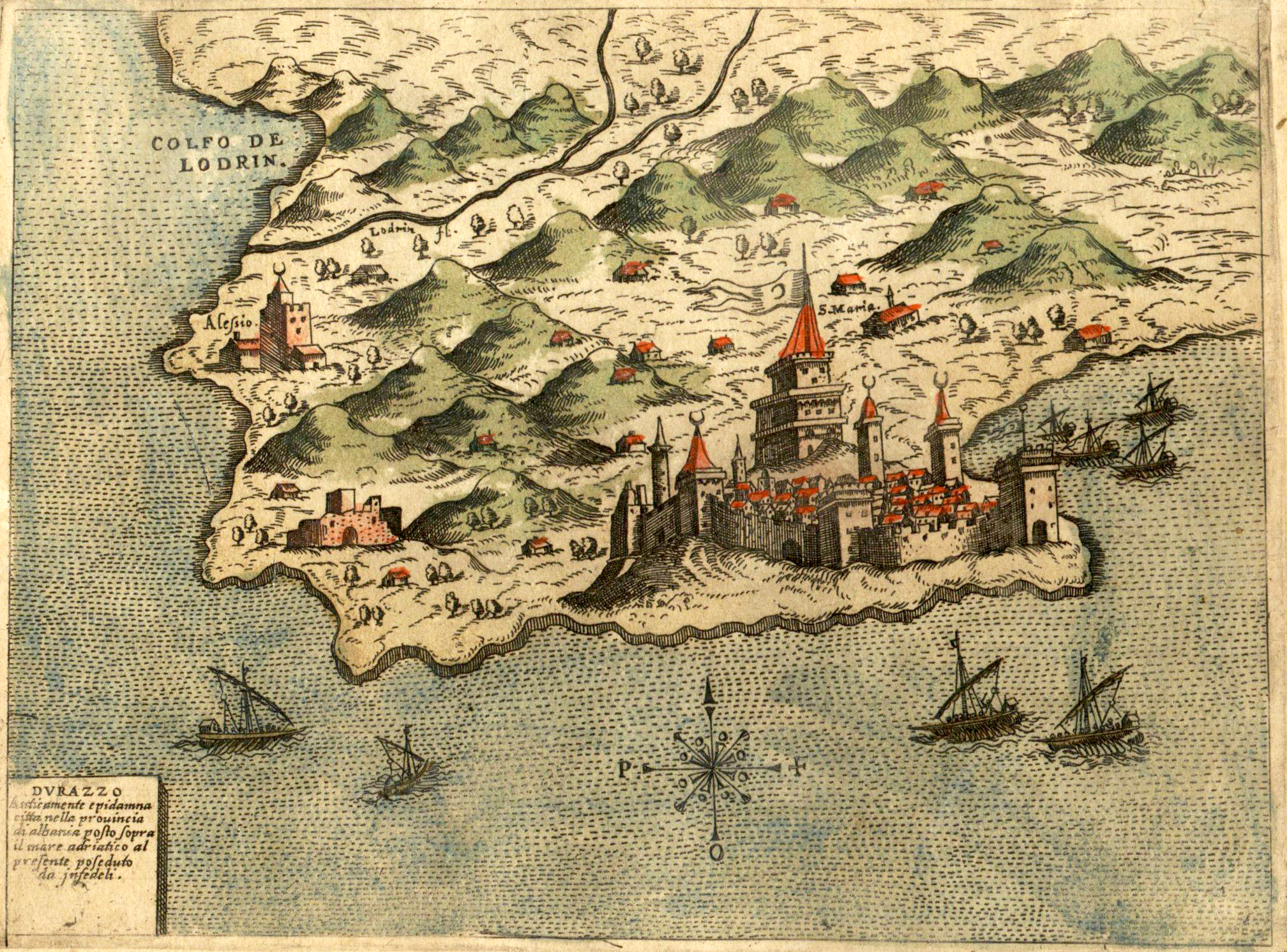
Durazzo nel 1573.

Nel dicembre 1447, dopo aver lasciato una forza protettiva da tre a quattromila uomini sotto Vrana Conte a guardia della frontiera in caso di incursione ottomana, Scanderbeg si diresse verso Dagno con una forza di 14 000 uomini. Offrendo inizialmente alla guarnigione di Dagno l'opportunità di arrendersi, al rifiuto assediò prontamente la fortezza. Per fare pressione sui veneziani, Scanderbeg si rivolse anche a Durazzo, allora un altro possedimento dell'Albania Veneta, e tagliò la città alle risorse e ai commerci locali. Questa mossa costrinse Venezia a reindirizzare a Durazzo due galee, che inizialmente erano dirette a Creta, per vigilare sugli eventi in loco.
A quel punto Venezia trattò Scanderbeg come un vassallo ottomano ribelle, e il 4 marzo 1448 offrì una pensione vitalizia di 100 ducati d'oro al mese a chiunque volesse assassinare Scanderbeg. A maggio, le forze ottomane assediarono Svetigrad, mettendo a dura prova le campagne di Scanderbeg. Il 27 giugno 1448 Venezia inviò Andrea Venier, allora provveditore al castello Rozafa di Scutari, per tentare di persuadere gli ottomani a invadere l'Albania. Successivamente, Venezia inviò anche Venier a incontrare Scanderbeg per convincerlo a interrompere le ostilità, e tentò anche di allontanare il clan Dukagjini dalla loro alleanza con Scanderbeg. Nonostante le misure prese dai veneziani, Scanderbeg marciò senza sosta verso Scutari. Sfidò anche i veneziani a inviare una forza per sconfiggerlo. L'assedio di Dagno continuò, tuttavia, con una forza di 4 000 uomini che Scanderbeg si era lasciato alle spalle.

## Battaglia del Drin

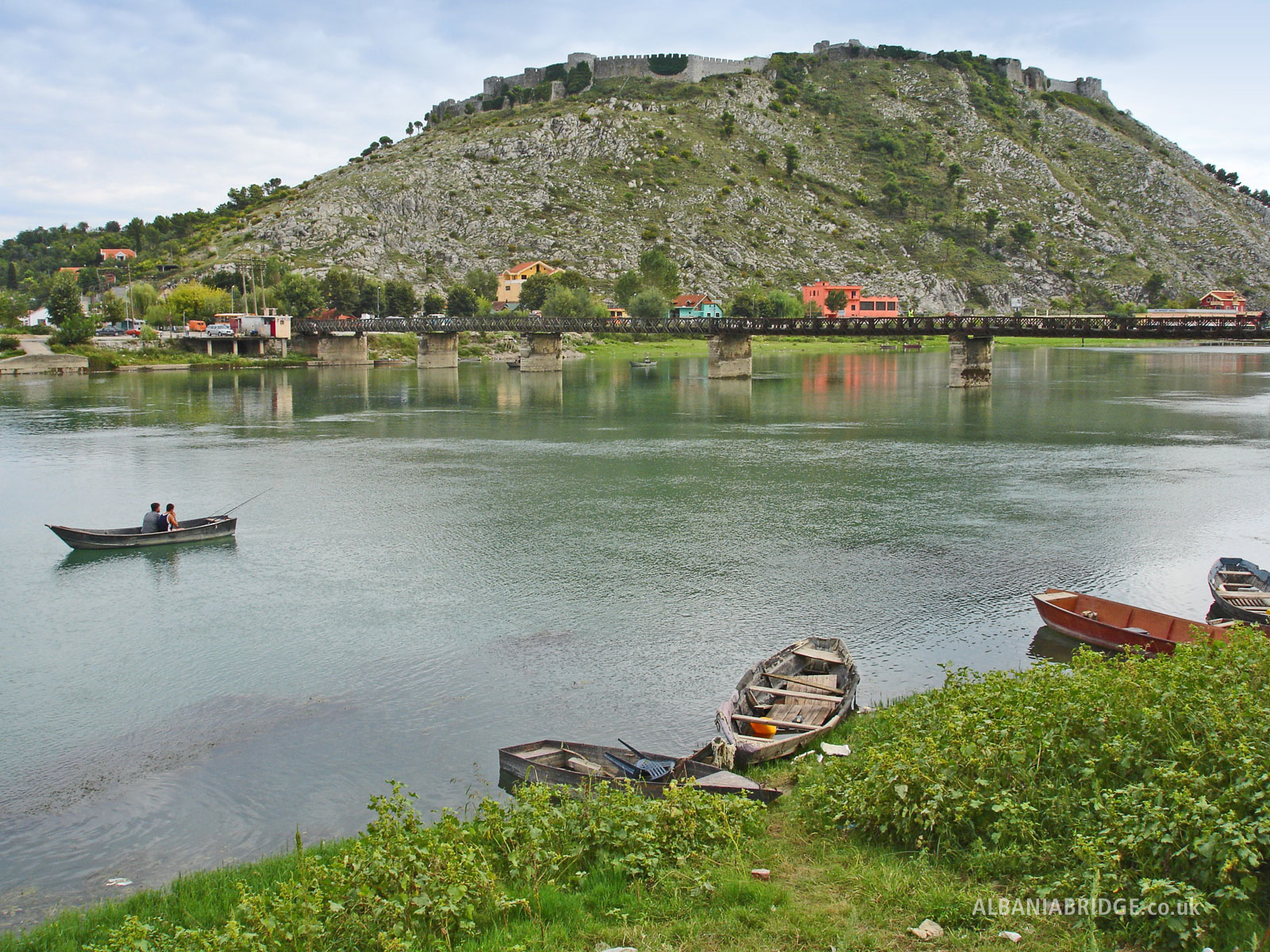
Il castello di Rozafa oggi.

Il 23 luglio 1448 Scanderbeg attraversò il fiume Drin con 10 000 uomini, incontrando una forza veneziana di 15 000 uomini al comando di Daniele Iurichi, governatore di Scutari. Le forze veneziane erano composte in gran parte da mercenari locali, formando il centro della linea di Iurichi. Includevano le forze di Koja e Andreas Humoj, Simeon Vulkata, Vasilije Ugrin, la famiglia Zapa (Jovan e suo fratello), la famiglia Pedantari (sette fratelli Pedantari e molti altri), la famiglia Moneta (tre figli di Rajko Moneta), la famiglia Malonši (Petar con i suoi due figli), e Buša Sornja che erano pronoi. Iurichi si posizionò sull'ala sinistra con le sue forze dalmate, mentre quella destra era composta da nativi italiani. Scanderbeg posizionò se stesso e la sua guardia del corpo personale sull'ala destra, di fronte a Iurichi. Il centro dell'esercito di Scanderbeg era comandato da Tanush Thopia e la destra da Mosè di Dibra.
Scanderbeg istruì le sue truppe su cosa aspettarsi e aprì la battaglia ordinando a una forza di arcieri di aprire il fuoco sulla linea veneziana. Ben presto, l'ala destra albanese avanzò prima nello scontro per poi riuscire a respingere l'ala sinistra veneziana, mentre il centro e la destra affrontarono le ali di centro e di sinistra veneziani. La svolta fu presto compiuta con l'attacco dei distacchi nelle linee veneziane, causando disordine tra le loro file. La battaglia continuò per ore fino a quando grandi gruppi di truppe veneziane iniziarono a fuggire. Scanderbeg, vedendo i suoi avversari in fuga, ordinò un'offensiva su vasta scala, instradando l'intero esercito veneziano. I soldati della Repubblica furono inseguiti fino alle porte di Scutari, e in seguito i prigionieri veneziani furono fatti sfilare fuori dalla fortezza.
Gli albanesi riuscirono a infliggere 2 500 vittime alle forze veneziane, catturandone 1 000. L'esercito di Scanderbeg subì 400 vittime, la maggior parte sull'ala destra. La presenza veneziana in Albania fu indebolita e le guarnigioni nelle città furono ridotte.
Scanderbeg si ritirò dall'area per respingere un'invasione ottomana. Prima di partire presidiò il forte di Baleč (Balsha) presso Dagno, sotto il comando di Marin Spani. Andrea Venier ordinò la cattura di Baleci dopo la partenza di Scanderbeg, costringendo Marin Spani ad evacuare. Venier poi la rase al suolo. Per rappresaglia, Hamza Castriota, uno dei collaboratori di Spani, attaccò una vicina fortezza veneziana con quei pochi uomini che aveva, ma fu sconfitto.

## Battaglia di Oranik
Nonostante le battute d'arresto durante la sua assenza, Scanderbeg continuò a concentrarsi sulla campagna contro l'incursione ottomana richiesta dai veneziani nella battaglia di Oranik nell'agosto 1448. Il corpo di spedizione ottomano fu schiacciato il 14 agosto, con la cattura del comandante ottomano Mustafa Pasha. La perdita di Balsha ai veneziani, tuttavia, costrinse Scanderbeg a continuare a razziare il territorio veneziano.

## Conseguenze
Con Durazzo, Scutari e Dagno sul punto di arrendersi e vedendo un esercito albanese vittorioso dopo la battaglia di Oranik, i veneziani mandarono Andrea Venier ad aprire le trattative di pace con gli albanesi. La conferenza si tenne ad Alessio e la pace fu firmata da Scanderbeg e Giorgio Arianiti in rappresentanza degli altri principi, il 4 ottobre 1448. I firmatari convennero che Venezia avrebbe mantenuto Dagno. In cambio, i veneziani concordarono che Scanderbeg avrebbe ricevuto una pensione annua di 1 400 ducati e un'esenzione fiscale annuale per 200 cavalli carichi di sale da Durazzo. Fu anche stipulato un accordo per stabilire privilegi commerciali tra Arianiti, alleato di Scanderbeg, e Venezia. Inoltre, sarebbe stato offerto un rifugio a Venezia nel caso in cui Scanderbeg fosse stato cacciato dall'Albania e gli sarebbero stati consegnati due indumenti scarlatti in cambio di due falchi dall'albanese. Tuttavia, proseguirono gli scambi di minacce tra entrambe le parti e, non ufficialmente, continuarono gli scontri.
Diffidente nei confronti di Scanderbeg, Venezia non lo sfidò più apertamente. Un altro trattato fu firmato nel 1463, quando Venezia entrò in guerra con i turchi. Tuttavia, non venne siglata nessuna pace tra gli ottomani e Scanderbeg fino al 1463, prima che la guerra ottomano-veneziana fosse dello stesso anno; gli ottomani si ritirarono in Macedonia e si prepararono per un'altra invasione dell'Albania dopo la sconfitta a Oronik. Durante la guerra albanese-veneziana, gli ottomani avevano preso Svetigrad dopo diversi mesi di assedio. Da lì, potevano attraversare l'Albania senza impedimenti.